# تفجير مسجد بيعة الرضوان 2018
تفجير مسجد بيعة الرضوان هو تفجير مزدوج لسيارتين مفخختين أمام مسجد بيعة الرضوان بمنطقة السلماني الشرقي في مدينة بنغازي مساء يوم 23 يناير 2018؛ مما أدى إلى عشرات القتلى والجرحى بعد هدوء نسبي شهدته المدينة منذ انتهاء معركة بنغازي الثانية.

## خلفية

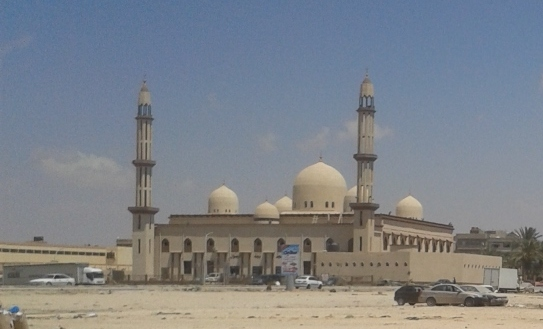
صورة للمسجد عام 2015.

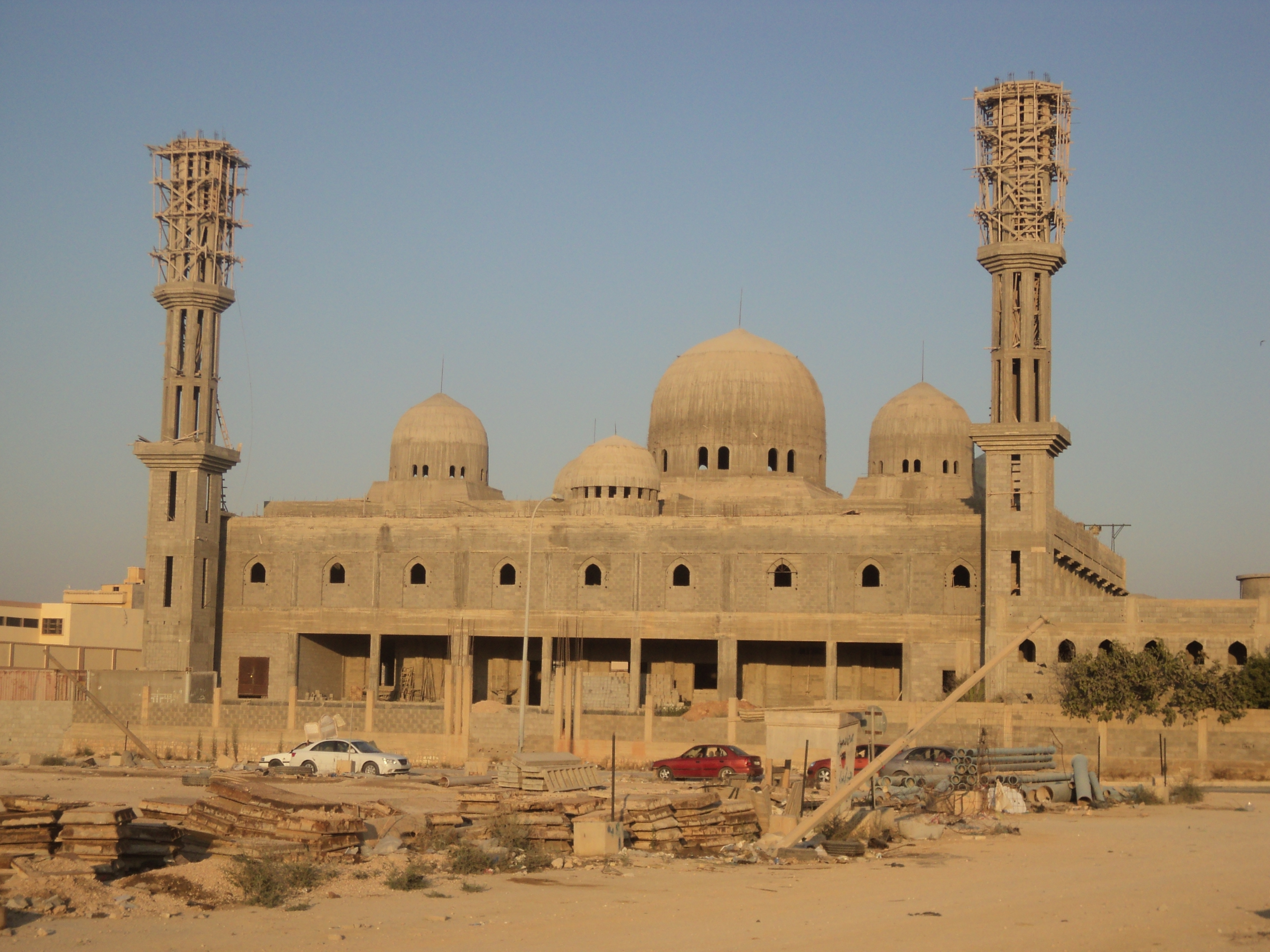
صورة للمسجد عام 2011 أثناء إنشاءه.

في تمام الساعة 20:07 من مساء يوم الثلاثاء 23 يناير، 2018 انفجرت سيارة مفخخة مركونة أمام مسجد بيعة الرضوان الواقع في حي السلماني الشرقي بمدينة بنغازي، تزامن التفجير مع خروج المصليين من المسجد بعد انتهائهم من أداة صلاة العشاء. بعد قرابة النصف ساعة انفجرت سيارةً أخرى بعد تجمع الأهالي والسلطات الأمنية. يوم 24 يناير، ذكر مسؤولون ليبيون لوكالة رويترز، إن مواطنًا مصريًَا قُتل بين ضحايا التفجيرين، وأوضحوا أن المصري يعمل في متجر للخضراوات أمام المسجد. لم تعلن أي جهة مسؤوليتها التفجير المزدوج. فيما اتهمت جهات سياسية متعددة جماعات إرهابية متطرفة لم تسمى بمسؤوليتها عن الهجوم.

## ردود الفعل

### المحلية
- مجلس النواب الليبي: أعلن رئيس المجلس «عقيلة صالح عيسى» في بيان باسم المجلس تنديده للعمل الإرهابي الذي ضرب بنغازي معلنًا في ذات الوقت الحداد الوطني لثلاث أيام، داعيًا الليبيين إلى «وحدة الصف ولم الشمل والتفاهم والتصالح من أجل إنقاذ بلادهم ليبيا من هذا العبث والفوضى والإجرام والإرهاب الذي طال الجميع ولم يستثني أحداً منهم في كل أنحاء البلاد ودعم الجيش الوطني الليبي والشرطة والأجهزة الأمنية والاستخباراتية لتقوم بدورها في محاربة الإرهاب والفوضى ولتستقر الأوضاع ولنرسخ دولة المؤسسات والقانون».[5] كما أدانت الحكومة المؤقتة والتابعة له التفجيرات، مشيرةً إلى أن «هذه الجريمة الإرهابية الآثمة التي تتنافى مع كل القيم والمبادئ الإنسانية وتعاليم الشريعة الإسلامية السمحاء، تكشف بما لا يدع مجالاً للشك عن الوجه القبيح للإرهاب الأسود الذي لا يراعي للنفس البشرية وأماكن العبادة أي حرمة، ويكشف أيضًا زيف ادعاءات الجماعات المتطرفة التي ترتدي عباءة الدين لتبرير أعمالها البربرية بينما الإسلام منها براء»، وأشارت إلى أن «مثل هذه الجرائم تؤكد أيضًا أن مرتكبيها من أفراد وتنظيمات، ومن يقفون وراءهم بالتمويل والتسليح والمساندة إنما يسعون لترويع الآمنين وحصد أرواحهم والعبث بأمنهم»، مؤكدة أنها «ستعمل على مواجهة الفكر المتطرف والمتشدد للتنظيمات الإرهابية التي تعتنق هذا الفكر الظلامي الخارج عن صحيح الدين».[6]
- المجلس الرئاسي: أصدر بيانًا قال فيه «إن الجريمة البشعة، والعمل الإرهابي الغادر الذي استهدف مقر مصلحة الجوازات في حي السلماني، ومحيط مسجد الرضوان في مدينة بنغازي، يتنافى ويتناقض مع تعاليم الدين الإسلامي، ويتعارض مع المبادئ والقيم الإنسانية». ودعى في بيان استنكاره جميع الليبيين إلى الوقوف صفا واحدا في مواجهة «قوى الشر والبغي والعدوان»، والتي قال إنها تتمثل في تنظيمات الإرهاب والجريمة، وكل من تظلمت عقولهم وسيطر الحقد على أفعالهم. وقد أعلنت حكومة الوفاق الوطني أنها ستسخر كل إمكانياتها للإسهام في الكشف عن الجناة، والقبض عليهم، وتقديمهم إلى العدالة، لينالوا جزاء ما اقترفوا. رغم عدم وجود أي نفوذ حقيقي لها بالمدينة.[7]
- تحالف القوى الوطنية: أدان في بيانًا له «الجريمة الإرهابية البشعة» وشاطر فيه أهالي المدينة مصابهم مقدمًا التعازي لأسر ضحايا «العمل الإرهابي الجبان».[8]
- حزب العدالة والبناء: أصدر بيانًا أدان فيه العمل الإرهابي، وطالب وزارة الصحة باتخاذ الإجراءات اللازمة لعلاج الجرحى والمصابين، وحث وزارة الداخلية على دعم أجهزتها الأمنية في بنغازي؛ لاتخاذ كافة التدابير الأمنية اللازمة لبسط الأمن داخل المدينة.[9]
- المجلس البلدي بنغازي: أدانت بلدية المدينة التفجير ووصفته بـ«العمل الإرهابي الجبان» وطالبت في بيانها الأجهزة الأمنية المحلية باستخدام القوة لفرض الأمن في المدينة.[10]

### الدولية
- بعثة الأمم المتحدة للدعم في ليبيا: أدانت البعثة بعد ساعات قليلة من الحادثة عبر حسابها على تويتر واصفةً إياها بـ«التفجيرات المروعة» مشيرةً إلى ما حدث يرقى إلى أن يكون جريمة حرب.[11]
- إيطاليا: أدانت السفارة الإيطالية في ليبيا عبر تغريدة لها على تويتر الحادثة وأبدت تعازيها لأسر الضحايا، وطالبت في ذات الوقت أن يوحد الليبيين جهودهم لمكافحة ما أسمته «الإرهاب».[12]
- مصر: أدانت مصر تفجيرات بنغازي وطالبت المجتمع الدولي في في بيان صادر لها عبر صفحة وزارة الخارجية المصرية على الفيسبوك، ضرورة القيام بواجبه «بصورة حازمة تجاه تجفيف منابع تمويل ودعم الجماعات الإرهابية»، مشيرة إلى أن «انتشار مثل تلك الأعمال الإرهابية في ليبيا، هو نتاج مباشر لاستمرار ظاهرة تهريب السلاح دون رقابة صارمة من المجتمع الدولي، وهو ما حذرت منه مصر عقب قيام السلطات اليونانية بضبط إحدى السفن المحملة بالسلاح المتجهة إلى ليبيا».[13][14]
- المملكة المتحدة: أدانت بريطانيا تفجيرات بنغازي، وتقدم وزير الخارجية البريطاني بوريس جونسون في بيان صحافي بالتعازي لأهالي المدينة، مشيرًا إلى أن القانون الإنساني الدولي يحظر الاستهداف المباشر أو العشوائي للمدنيين، والذي يعتبر جريمة حرب. قائلاً: «سوف تواصل المملكة المتحدة جهودها، بالعمل مع شركائنا، لاتخاذ إجراء ضد المتورطين في هذه الاعتداءات المروعة. إن أمن بنغازي ضروري لأجل استقرار ليبيا عموما، ونحن نحث كافة الليبيين على نبذ العنف. وهذا الاعتداء الأخير يؤكد الحاجة العاجلة لكسر حالة الجمود السياسي وإحلال السلام في ليبيا. ومن الضروري أن ينخرط كافة الأطراف بحسن نية مع العملية السياسية بقيادة الأمم المتحدة».[15]
- فرنسا: أدانت وزارة الخارجية الفرنسية الهجوم، وأكدت في بيانٍ لها تضامن باريس مع ليبيا في حربها ضد الإرهاب لتحقيق الأمن والاستقرار في البلاد. وشدد البيان على دعم مبعوث الأمم المتحدة لليبيا غسان سلامة حيث أشارات إلى أن الحل السياسي وتوحيد المؤسسات العسكرية سيجلب الاستقرار لليبيا.[16]
- الجزائر: أدانت وزارة الخارجية الجزائرية الاعتداء، وقال في بيانها: «لا يسعنا أمام هذا الاعتداء البشع إلا أن نؤكد تضامننا مع ليبيا حكومة وشعبًا ونقدّم تعازينا لذوي الضحايا ومواساتنا لأسر المصابين وكلنا قناعة بأن التصدي لتكالب الإرهاب ولأعماله الهمجية يقتضي من الجميع العمل على دعم مسار الحوار الوطني الشامل وتحقيق المصالحة الوطنية المنشودة».[17]
- الأردن: أدانت الحكومة الأردنية يوم الأربعاء 24 يناير 2018، وقال وزير الدولة لشؤون الإعلام الناطق باسم الحكومة الأردنية محمد المومني، في بيان له «إن الحكومة الأردنية تستنكر وترفض مثل هذه الأعمال الإرهابية التي تستهدف إذكاء العنف بين أبناء الشعب الليبي وعرقلة أية جهود تبذل دوليا لتحقيق الاستقرار في البلاد».[18]